# 間島淳司
間島淳司（日语：／ Majima Junji，1978年5月13日—）是日本男性聲優，I'm Enterprise所屬，愛知縣名古屋市出身。

## 出演作品
- 粗體字為主要角色

### 電視動畫
2000年
- 咕嚕咕嚕魔法陣（ザイマン）

2002年
- 呢間學校有古怪（ボロッカ）

2003年
- DEAR BOYS（男學生 他）
- 廢棄公主（菲路希斯·萊因布安（彿爾西斯·萊邦））
- 彩夢芭蕾（第四話的葬禮隊伍的人、第六話的圍觀劇團海報鎮民B）

2004年
- 詩∽片（考治）
- 神無月的巫女（大神相馬）
- Zoids Fuzors（ブレード）
- 馳風競艇王（洞口雄大）
- 薔薇少女（山本）
- 怪醫黑傑克（男學生）
- 光之美少女（光之園的居民）

2005年
- Canvas2（橋爪彰太）
- 高機動交響曲（石塚弘）
- 極上生徒会（練習生、男子學生 他）
- 灼眼的夏娜（男子學生A）
- 雙子公主（ハル）
- 蜂蜜與四葉草（友人C）
- 薔薇少女 彷如夢境（山本）
- 玻璃假面（後藤、偉大的張伯倫）
- 魔法老師（店員）

2006年
- KERORO軍曹（宇宙人 #133、鈴木安男 #230、 #244）
- 南瓜剪刀（漢斯）
- 魔界戰記（普林尼、大天使拉明頓）
- MÄR 魔法世界（梅魯可亞）
- 洛克人系列BEAST+（六方悟）
- （小孩B、人員B）
- 徹之進（ハンゾウ）

2007年
- 銀魂
- ZOMBIE-LOAN（吉住）
- 機神大戰（吉野陽一、真）
- 京四郎與永遠的空（大神仁）
- 節哀唷♥二之宮同學（二之宮峻護）
- 萌少女的戀愛時光（青木大介）
- 守護甜心!（二階堂悠）
- 天翔少女（緋月玲）
- Tactical Roar（ケンジ・オーランド）
- Deltora Quest（マナス）

2008年
- ARIA The ORIGINATION（下級生D）
- Golgo 13（夫）
- 守護甜心!!心跳（二階堂悠）
- TIGER×DRAGON！（高須龍兒）
- 乃木坂春香的秘密（小笠原孝）

2009年
- Memories off
- （真日和秀）
- 科學超電磁砲（大圄老師）
- GA 藝術科美術設計班（古見堂孫）

2010年
- 妖怪少爺（鴉天狗）
- 我的妹妹哪有這麼可愛！（赤城浩平）
- 嬌蠻貓娘大橫行！（幸谷大吾郎、勇敢鑽頭、機械騎士）
- 戰鬥陀螺 鋼鐵奇兵（記者、基古納斯）

2011年
- 這樣算是殭屍嗎？（相川步）
- 花開物語（宮岸徹）
- 緋彈的亞莉亞（遠山金次）
- 幸福光暈（堂鄉和太郎）

2012年
- 要聽爸爸的話！（佐古俊太郎）
- 這樣算是殭屍嗎？ 第二季（相川步）
- BTOOOM!（柿本人志）
- 只要妳說妳愛我（立川雅司）
- 黑魔女學園（松岡老師）
- 最強學生會長（吉野之里）

2013年
- 我的妹妹哪有這麼可愛。（赤城浩平）
- 科學超電磁砲S（有富春樹）
- 幸福光暈 ～More Aggressive～（堂鄉和太郎）
- 來自風平浪靜的明天（潮留至）

2014年
- 最近，妹妹的樣子有點怪？（神前夕哉）
- Z/X IGNITION（薩·加爾瑪塔）
- 排球少年！！（笹谷武仁）
- 一週的朋友（井上潤、同學）
- 棺姬嘉依卡（托魯·亞裘拉）
- 棺姬嘉依卡 AVENGING BATTLE（托魯·亞裘拉）
- 戲劇性謀殺（Virus）
- 修業魔女璐璐萌（學長）
- LOVE STAGE!!（飛鷹天馬）
- 斬！赤紅之瞳（蘭）
- 灰色的果實（幸的父親）
- 大圖書館的牧羊人（筧京太郎）
- SHIROBAKO（下柳雄一郎）

2015年
- 赤髮白雪姬（可疑人物）
- 暗殺教室（千葉龍之介）
- 食戟之靈（關守平）
- 死亡遊行（三浦秀）
- 在地下城尋求邂逅是否搞錯了什麼（建御雷）
- GANGSTA.（埃米利奧·貝尼迪特、愛力克斯父）
- Charlotte（大村佳之）
- OVERLORD（黑洛黑洛）
- 魔物娘的同居日常（來留主公人）
- 可愛的Muco（日语：いとしのムーコ）（牛島）
- 彗星·路西法（阿爾弗里德·瑪卡曼）
- 偵探小隊KZ事件簿（犯人）
- 緋彈的亞莉亞AA（遠山金次）
- 銀魂゜（勇者呂登六）
- 金田一少年之事件簿 R 第2期（三石勋）
- 名偵探柯南（藤田雅彦）
- 青年黑傑克（田野）

2016年
- 為美好的世界獻上祝福！（達斯特）
- 最弱無敗神裝機龍（保澤里多·克洛伊查）
- 暗殺教室 第2期（千葉龍之介）
- 排球少年！！第二季（笹谷武仁）
- 迷家（四仔、萬部、職員A、解說、部長、橫田）
- 食戟之靈 貳之皿（關守平）
- Regalia 三聖星（強尼·馬貝特）
- 發條精靈戰記 天鏡的極北之星（馬修·泰德基利奇）
- 終末的伊澤塔（特畢亞斯）
- 刀劍亂舞－花丸－（笑面青江）
- TRICKSTER －來自江戶川亂步「少年偵探團」－（新垣直樹）
- 漂流武士（夏拉）

2017年
- ACCA13區監察課（哈里亞）
- 為美好的世界獻上祝福！2（達斯特）
- 來自「没有荣耀的天才们」的故事（日语：栄光なき天才たち）（富永）[1]
- 重啟咲良田（浦地清次郎）
- 有頂天家族2（第二代[2]）
- KiraKira☆光之美少女 A La Mode（辰巳大輔）
- 騎士&魔法（克努特·迪斯寇德青年期）
- 夢幻慶典R（葛城映司）
- 血界戰線 & BEYOND（尤里安）
- DRIVE HEAD 救援特警隊（石動速人）

2018年
- 皇帝聖印戰記（基德）
- 續 刀劍亂舞－花丸－（笑面青江）
- 龍王的工作！（久留野義經）
- 霸穹 封神演義（董天君）
- 三次元女友 REAL GIRL（醫生）
- 千緒的通學路（上班族[3]）
- 天狼 Sirius the Jaeger（伊庭秀臣）[4]
- JoJo的奇妙冒險 黃金之風（梅洛尼）
- SSSS.GRIDMAN（班導師）
- 尤利西斯 貞德與鍊金騎士（阿朗松[5]）
- 叛逆性百萬亞瑟王（研究亞瑟）
- 刀劍神域外傳 Gun Gale Online（大衛）

2019年
- 格林筆記 The Animation（羅賓漢[6]、民兵B、住民B、避難民C）
- 魔法水果籃 1st season（像魔王的人）
- 名侦探柯南（大神明）
- 在地下城尋求邂逅是否搞錯了什麼II（建御雷）
- 超人高中生們即便在異世界也能從容生存！（真田勝人[7]）

2020年
- 異種族風俗娘評鑑指南（史坦克[8]）
- 奇幻☆怪盜？（真的父親）
- 排球少年！！TO THE TOP（笹谷武仁）
- 〈Infinite Dendrogram〉-無盡連鎖-（法圖穆）
- 魔法水果籃 2nd season（像魔王的人）
- 轉生成女性向遊戲只有毀滅END的壞人大小姐（黑衣男子）
- 噴嚏大魔王2020（管家）
- 魔法律事務所（左近）
- 在地下城尋求邂逅是否搞錯了什麼III（建御雷）
- 『催眠麥克風-Division Rap Battle-』Rhyme Anima（娑婆洲黑也）
- 大貴族（前任羅迪）

2021年
- WIXOSS DIVA(A)LIVE（Master X）
- 悠悠哉哉少女日和 Nonstop（詩織的父親）
- BACK ARROW（姜明傑）
- 八十龜觀察日記 第3冊（辻優秀、店員）
- 名偵探柯南（山梨元）
- Fairy蘭丸（押田）
- 開掛藥師的異世界悠閒生活～到異世界開藥房去～（阿爾夫）
- 我的英雄學院 第5期（花畑孔腔／小號）
- 桃子男孩渡海而來（餓鬼）
- 吸血鬼馬上死（消火）

2022年
- 愛在征服世界後（轟大吾／綠色冰果）
- 八十龜觀察日記 第4冊（辻優秀）
- 名偵探柯南（初根繼男）
- 魔法使黎明期（伊迪亞莫爾主教）
- 在地下城尋求邂逅是否搞錯了什麼IV（建御雷）
- Extreme Hearts（伊吹慎二[9]）
- 組長女兒與保姆（萊恩·威爾遜）
- 點滿農民相關技能後，不知為何就變強了。（泰士塔）
- 宇崎學妹想要玩！ω（笹本）
- 孤獨搖滾！（後藤直樹）
- 我的英雄學院 第6期（花畑孔腔）

2023年
- 吸血鬼馬上死2（消火）
- 再得一勝！
- 魔法少女毀滅者（軍事御宅族[10]）
- 轉生貴族的異世界冒險錄～不知自重的眾神使徒～（莎比羅斯）
- 謊言遊戲（結川奏）
- 重生者的魔法一定要特別（多內塔·哈頓）
- 堤亞穆帝國物語～從斷頭台開始，公主重生後的逆轉人生～（林馬龍）
- 黑暗集會（坂下）

2024年
- 指尖相觸，戀戀不捨（逸臣的父親）
- 終末的火車前往何方？（貓哥）
- 刀劍亂舞 廻 -虛傳 燃燒的本能寺-（笑面青江[11]）
- 為美好的世界獻上祝福！3（達斯特）
- 鬼滅之刃 柱訓練篇
- 雙生戀情密不可分（神宮寺父）
- 魔王軍最強的魔術師是人類（艾·爾多雷）
- 戰國妖狐 千魔混沌篇（無之民）
- 刀劍神域外傳 Gun Gale Online II（大衛）

2025年
- 青春特調蜂蜜檸檬蘇打（滿口老師）
- 正能量企鵝（阿德利[12]）

### OVA
2013年
- 科學化學症候群（駒場遙希）
- 人魚又上鉤（永野徹）※漫畫第9集附DVD特裝版

2015年
- 棺姬嘉依卡 AVENGING BATTLE（托魯·亞裘拉）
- SHIROBAKO 劇中劇動畫「第三飛行少女隊」（E2C操作員）

2016年
- 漂流武士（夏拉）

### 劇場版動畫
2021年
- 刀劍神域 Progressive 無星夜的詠嘆調（結城浩一郎）

### 網路動畫
2017年
- 夢幻慶典R（葛城映司）

### 廣播劇
- 神的記事本（宏哥）

### 廣播劇CD
- 小書痴的下剋上：為了成為圖書管理員不擇手段！ 廣播劇CD2（尤修塔斯[13]）

### 遊戲
- eden*（榛名亮）
- 秋之回憶系列（稻穗信）
- 普林尼～我當主角可以嗎？（普林尼）
- 普林尼2 〜特攻遊戲! 破曉的內褲大作戰!!〜（普林尼）
- TIGER×DRAGON！（高須龍兒）
- AKIBA'S TRIP（阿信）
- [DS]守护甜心系列（二阶堂悠）
  - 守护甜心！三只彩蛋与恋爱王牌
  - 守护甜心！亚梦的虹色形象改造
- [PC/PS2]天使之羽（日语：Angel's Feather）（寝屋川花恋）
- 電擊文庫 FIGHTING CLIMAX（高須龍兒）
- DRAMAtical Murder re:code（Virus）
- 刀劍亂舞（笑面青江）
- 蝶の毒　华の锁（尾崎秀雄）
- 鳥籠婚姻（桜川睦）
- 王之逆襲（米特拉）
- 聖火降魔錄 蒼炎之軌跡（漆黑騎士）
- 聖火降魔錄 曉之女神（薩札、漆黑騎士）
- 聖火降魔錄 英雄雲集（薩札、艾爾多尚、漆黑騎士、喬爾裘、席諾）
- 永恆冒險（艾克能德·賽格特）
- 吉原彼岸花 （大月忍）
- 魔法禁书目录 幻想收束（有富春树）

## 外部連結
- I'm Enterprise介紹頁（日語）
- 個人部落格 - マジP！ （页面存档备份，存于）（日語）